# Riu d'Enclar
Le riu d'Enclar est un cours d'eau d'Andorre cheminant au travers de la paroisse d'Andorre-la-Vieille, et un affluent du Valira, donc un sous-affluent de l'Èbre par le Sègre. 

## Toponymie
Riu désigne en catalan un « cours d'eau » et provient du latin rivus de même signification,. Enclar dérive du latin claru qui doit se comprendre dans le sens de « dépourvu de végétation » et intervient dans la formation d'autres toponymes andorrans tels que Juclà,.

## Hydrographie
D'une longueur de 3,7 kilomètres
, il prend sa source près de la frontière espagnole, dans la Serra d'Enclar, entre le pic d'Ós et le pic d'Enclar, à une altitude de 2 389 mètres. Il coule ensuite vers le sud-est jusqu'à Santa Coloma où il s'abouche dans la Valira (Gran Valira) par sa rive droite à une altitude de 966 mètres.
| \| Riu d'Enclar \|                                                 |                                    |
| Riu d'Enclar sur la carte des bassins hydrographiques de l'Andorre | Vallée de la Valira à Santa Coloma |
| Riu d'Enclar                                                       |                                    |

## Protection environnementale
L'ensemble du cours du riu d'Enclar est situé dans la réserve de chasse d'Enclar (Vedat de caça d'Enclar), zone de 2 300 ha protégée depuis 1987,.

Carte des espaces naturels protégés d'Andorre.
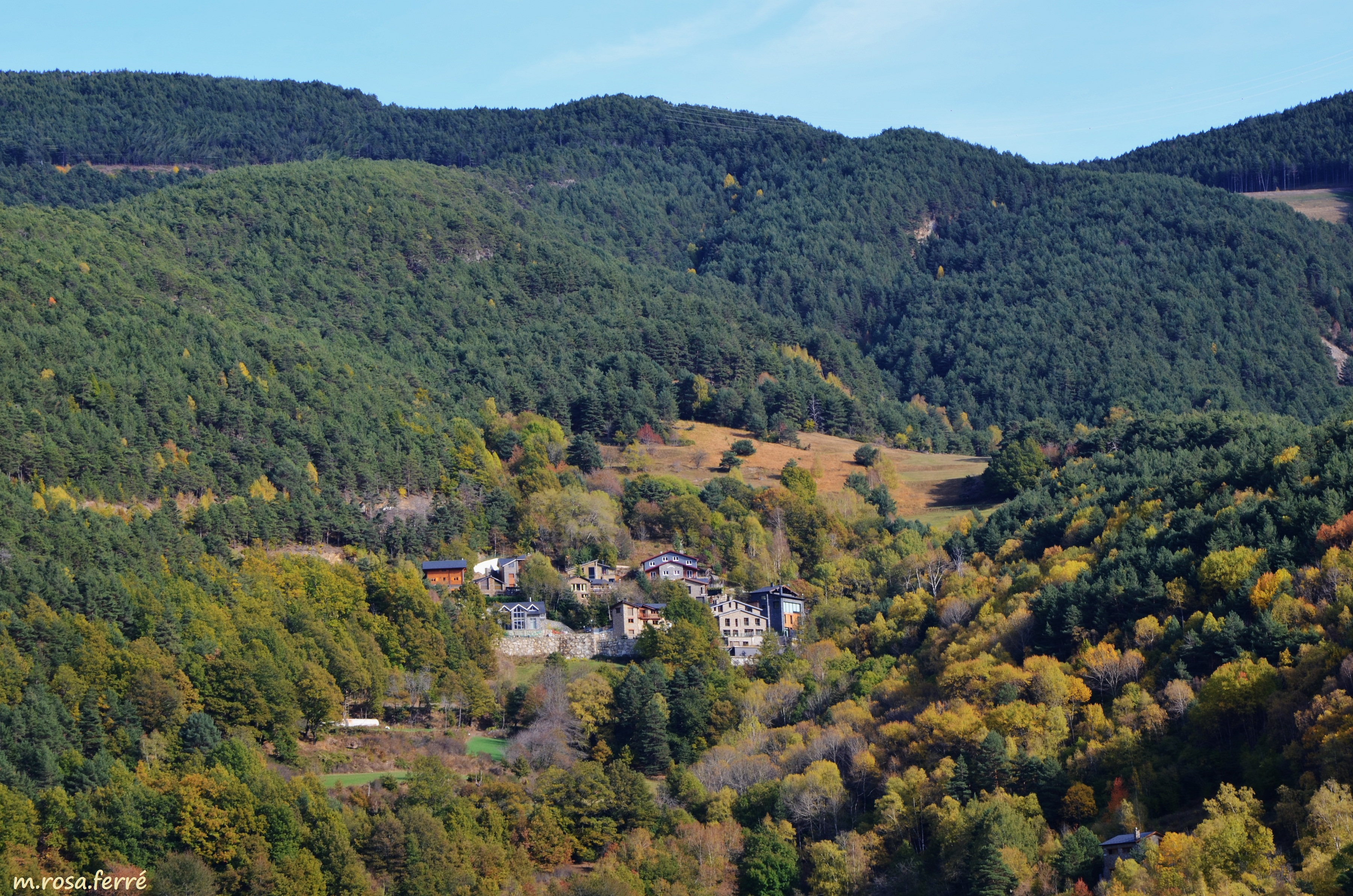
Réserve de chasse d'Enclar.